# 肉色盘革耳
肉色盘革耳（学名：Eichleriella incarnata）是属于银耳目银耳科盘革耳属的一种真菌，散生、群生于杨、柳等枯枝上。该种分布于中国、巴西、牙买加、古巴、圭亚那、墨西哥等地。